# Andrea Casiraghi
Andrés Casiraghi (La Colle, Mónaco; 8 de junio de 1984) es el hijo mayor de la princesa Carolina de Mónaco, princesa de Mónaco y princesa consorte de Hannover, y de su segundo esposo, Stéfano Casiraghi. Es nieto de los fallecidos príncipes Raniero III y Grace de Mónaco y sobrino del actual soberano del Principado de Mónaco, Su Alteza Serenísima Alberto II de Mónaco. Según las leyes sálicas del Principado no le corresponde por nacimiento ostentar título nobiliario, pues además su madre rechazó que sus hijos tuvieran un título de nobleza. Sin embargo puede representar al Príncipe Soberano de Mónaco en actos oficiales. 
Fue considerado uno de los 50 hombres más lindos del mundo.

## Biografía

### Infancia y familia
Nació el 8 de junio de 1984 a las 22:40 horas en el Centro Hospitalario Princesa Grace en Montecarlo, Mónaco. Fue nombrado en honor a un viejo amigo de la infancia de su padre Stéfano. Sus padrinos son su tía materna, la princesa Estefanía de Mónaco y su tío paterno, Marco Casiraghi.
Andrea tenía seis años cuando su padre Stéfano Casiraghi falleció en un accidente de carrera de botes. Su muerte lo marcó de tal manera que su madre Carolina lo hizo pasar por una consulta psicológica.
Tiene dos hermanos menores, Charlotte y Pierre Casiraghi. Es hermano por parte de madre de la princesa Alejandra de Hannover.

### Educación
Pasando la mayor parte de su vida en Francia, estudió para el examen de la Organización del Bachillerato Internacional en la International School of Paris en 2002. Además de francés, habla fluidamente inglés e italiano. Tras un tiempo en la Universidad McGill de Canadá en 2006 obtuvo una licenciatura en Artes Visuales y en Política Internacional en la Universidad Americana de París.
Durante los años 2008-2009 estuvo ocho meses enseñando en Senegal, como parte de su trabajo en la fundación AMADE.
Durante 2014, Andrea cursó el Master in Management en el Instituto de Empresa de Madrid (IE Business School), motivo por el cual tanto él como su esposa e hijo residieron casi un año en la capital de España a partir del mes de septiembre.

### Funciones oficiales
Andrea Casiraghi fue designado brigadier de la Compañía de Carabineros del Príncipe el 20 de enero de 2012.
El 30 de mayo de 2014 el Palacio de Mónaco confirmó que el Príncipe Alberto y la Princesa Charlene esperaban su primer hijo para diciembre, quitando así la posibilidad a Andrea de acceder al trono.

## Situación con la Corona
Aunque no tiene Título ni tratamiento Real por decisión de su madre la princesa Carolina,  tiene el 4o lugar en la línea de sucesión al trono y puede representar en actos oficiales al Príncipe Soberano de Mónaco.

## Matrimonio y descendencia

### Compromiso
En julio de 2012 la princesa Carolina emitió un comunicado anunciando que su hijo Andrea y Tatiana Santo Domingo se habían comprometido después de siete años de relación.

### Boda
La boda civil se celebró el 31 de agosto de 2013 en Mónaco.
La ceremonia religiosa se llevó a cabo el 31 de enero de 2014 en la iglesia de San José de la localidad de Gstaad, Suiza.

### Hijos
El 6 de diciembre de 2012 su prometida, Tatiana, anunció en una revista que estaba esperando un bebé. El 21 de marzo de 2013, Tatiana dio a luz al primer hijo de la pareja, Alexandre Casiraghi Santo Domingo, en Londres, Reino Unido. Pocos días antes de casarse, la pareja bautizó a su primer hijo en la capilla de Gstaad.
En noviembre de 2014 se destapó que Tatiana estaba embarazada por segunda vez. La pareja recibió a su segunda hija, India Casiraghi, el 12 de abril de 2015 en Londres, Reino Unido. La pequeña fue bautizada en la Capilla de la misericordia de Mónaco.
En diciembre de 2017 se confirmó que la pareja estaba esperando su tercer hijo en común. En abril de 2018, el gabinete de prensa del Principado Monegasco emitió un breve comunicado anunciando el nacimiento del tercer hijo de Andrea y Tatiana, un varón llamado Maximilian Casiraghi.
- Alexandre "Sasha" Andrea Stefano Casiraghi Santo Domingo, nacido el  21 de marzo de 2013.
- India Julia Casiraghi Santo Domingo, nacida el 12 de abril de 2015.
- Maximilian "Max" Rainier Casiraghi Santo Domingo el 19 de abril de 2018.

## Distinciones honoríficas
- Brigadier de la Compañía de Carabineros del Príncipe ( Mónaco, 20 de enero de 2012).

## Árbol genealógico
|  |                                              |  |  |  |  |  |  |  |  |  |  |  |  |  |  |  |
|  | 4. Giancarlo Casiraghi                       |  |  |  |  |  |  |  |  |  |  |  |  |  |  |  |
|  |                                              |  |  |  |  |  |  |  |  |  |  |  |  |  |  |  |
|  |                                              |  |  |  |  |  |  |  |  |  |  |  |  |  |  |  |
|  | 2. Stéfano Casiraghi                         |  |  |  |  |  |  |  |  |  |  |  |  |  |  |  |
|  |                                              |  |  |  |  |  |  |  |  |  |  |  |  |  |  |  |
|  |                                              |  |  |  |  |  |  |  |  |  |  |  |  |  |  |  |
|  | 5. Fernanda Biffi                            |  |  |  |  |  |  |  |  |  |  |  |  |  |  |  |
|  |                                              |  |  |  |  |  |  |  |  |  |  |  |  |  |  |  |
|  |                                              |  |  |  |  |  |  |  |  |  |  |  |  |  |  |  |
|  | 1. Andrea Casiraghi                          |  |  |  |  |  |  |  |  |  |  |  |  |  |  |  |
|  |                                              |  |  |  |  |  |  |  |  |  |  |  |  |  |  |  |
|  |                                              |  |  |  |  |  |  |  |  |  |  |  |  |  |  |  |
|  | 24. Conde Magencio de Polignac               |  |  |  |  |  |  |  |  |  |  |  |  |  |  |  |
|  |                                              |  |  |  |  |  |  |  |  |  |  |  |  |  |  |  |
|  |                                              |  |  |  |  |  |  |  |  |  |  |  |  |  |  |  |
|  | 12. Conde Pedro de Polignac                  |  |  |  |  |  |  |  |  |  |  |  |  |  |  |  |
|  |                                              |  |  |  |  |  |  |  |  |  |  |  |  |  |  |  |
|  |                                              |  |  |  |  |  |  |  |  |  |  |  |  |  |  |  |
|  | 25. Susana de la Torre y Mier                |  |  |  |  |  |  |  |  |  |  |  |  |  |  |  |
|  |                                              |  |  |  |  |  |  |  |  |  |  |  |  |  |  |  |
|  |                                              |  |  |  |  |  |  |  |  |  |  |  |  |  |  |  |
|  | 6. Raniero III, príncipe de Mónaco           |  |  |  |  |  |  |  |  |  |  |  |  |  |  |  |
|  |                                              |  |  |  |  |  |  |  |  |  |  |  |  |  |  |  |
|  |                                              |  |  |  |  |  |  |  |  |  |  |  |  |  |  |  |
|  | 26. Luis II, príncipe de Mónaco              |  |  |  |  |  |  |  |  |  |  |  |  |  |  |  |
|  |                                              |  |  |  |  |  |  |  |  |  |  |  |  |  |  |  |
|  |                                              |  |  |  |  |  |  |  |  |  |  |  |  |  |  |  |
|  | 13. Princesa Carlota, duquesa de Valentinois |  |  |  |  |  |  |  |  |  |  |  |  |  |  |  |
|  |                                              |  |  |  |  |  |  |  |  |  |  |  |  |  |  |  |
|  |                                              |  |  |  |  |  |  |  |  |  |  |  |  |  |  |  |
|  | 27. Marie Juliette Louvet                    |  |  |  |  |  |  |  |  |  |  |  |  |  |  |  |
|  |                                              |  |  |  |  |  |  |  |  |  |  |  |  |  |  |  |
|  |                                              |  |  |  |  |  |  |  |  |  |  |  |  |  |  |  |
|  | 3. Princesa Carolina de Mónaco               |  |  |  |  |  |  |  |  |  |  |  |  |  |  |  |
|  |                                              |  |  |  |  |  |  |  |  |  |  |  |  |  |  |  |
|  |                                              |  |  |  |  |  |  |  |  |  |  |  |  |  |  |  |
|  | 28. John Henry Kelly                         |  |  |  |  |  |  |  |  |  |  |  |  |  |  |  |
|  |                                              |  |  |  |  |  |  |  |  |  |  |  |  |  |  |  |
|  |                                              |  |  |  |  |  |  |  |  |  |  |  |  |  |  |  |
|  | 14. John Brendan Kelly                       |  |  |  |  |  |  |  |  |  |  |  |  |  |  |  |
|  |                                              |  |  |  |  |  |  |  |  |  |  |  |  |  |  |  |
|  |                                              |  |  |  |  |  |  |  |  |  |  |  |  |  |  |  |
|  | 29. Mary Anne Costello                       |  |  |  |  |  |  |  |  |  |  |  |  |  |  |  |
|  |                                              |  |  |  |  |  |  |  |  |  |  |  |  |  |  |  |
|  |                                              |  |  |  |  |  |  |  |  |  |  |  |  |  |  |  |
|  | 7. Grace Patricia Kelly                      |  |  |  |  |  |  |  |  |  |  |  |  |  |  |  |
|  |                                              |  |  |  |  |  |  |  |  |  |  |  |  |  |  |  |
|  |                                              |  |  |  |  |  |  |  |  |  |  |  |  |  |  |  |
|  | 30. Carl Majer                               |  |  |  |  |  |  |  |  |  |  |  |  |  |  |  |
|  |                                              |  |  |  |  |  |  |  |  |  |  |  |  |  |  |  |
|  |                                              |  |  |  |  |  |  |  |  |  |  |  |  |  |  |  |
|  | 15. Margaret Katherine Majer                 |  |  |  |  |  |  |  |  |  |  |  |  |  |  |  |
|  |                                              |  |  |  |  |  |  |  |  |  |  |  |  |  |  |  |
|  |                                              |  |  |  |  |  |  |  |  |  |  |  |  |  |  |  |
|  | 31. Margaretha Berg                          |  |  |  |  |  |  |  |  |  |  |  |  |  |  |  |
|  |                                              |  |  |  |  |  |  |  |  |  |  |  |  |  |  |  |
|  |                                              |  |  |  |  |  |  |  |  |  |  |  |  |  |  |  |